# TT147
TT147 (Theban Tomb 147) è la sigla che identifica una delle Tombe dei Nobili ubicate nell’area della cosiddetta Necropoli Tebana, sulla sponda occidentale del Nilo dinanzi alla città di Luxor, in Egitto. Destinata a sepolture di nobili e funzionari connessi alle case regnanti, specie del Nuovo Regno, l'area venne sfruttata, come necropoli, fin dall'Antico Regno e, successivamente, sino al periodo Saitico (con la XXVI dinastia) e Tolemaico.

## Titolare
TT147 era la tomba di:
| Titolare    | Titolo                                                                | Necropoli       | Dinastia/Periodo             | Note                                                                                        |
| ----------- | --------------------------------------------------------------------- | --------------- | ---------------------------- | ------------------------------------------------------------------------------------------- |
| Neferronpet | Capo dei maestri di cerimonie (?) di Amon nel "Luogo Eletto" (Karnak) | Dra Abu el-Naga | XVIII dinastia (Thutmosi IV) | in alto sulla collina principale, sopra la TT13 e la TT14; a nord e più in alto della TT143 |

## Biografia
Unica notizia biografica ricavabile, parzialmente, il nome della moglie: Nefert[...].

## La tomba
La TT147 presenta, planimetricamente, la struttura a "T" rovesciata tipica delle sepolture del periodo; un breve corridoio, sulle cui pareti (1 in planimetria) è rappresentato il defunto, la moglie e la famiglia che offrono cibi cotti, nonché inni a Ra, dà accesso a una sala trasversale, in cui (2) il defunto e la moglie offrono libagioni su un braciere e uomini riempiono giare; seguono (3) scene di uomini che offrono mazzi di fiori al defunto e alla moglie e, su tre registri sovrapposti, scene di banchetto funebre. I resti di una stele (4), su uno dei lati corti della sala, rappresentano scene di portatori di offerte; poco oltre (5-6-7) il defunto ispeziona lavori agricoli tra cui il raccolto del lino e, su due registri sovrapposti, un uomo che offre mazzi di fiori al defunto, alla moglie e a una figlia di cui non è riportato il nome. Oltre la porta che adduce alla sala perpendicolare (12), una fanciulla offre una ciotola al defunto e alla moglie; seguono i resti di una stele (11) di rilievi non leggibili e (10) un uomo e una donna in offertorio al defunto e alla moglie; poco oltre (9), i resti di una stele con portatori di offerte e (8) il defunto seguito da due file di portatori, che offre libagioni.
Un altro corridoio (13), sulle cui pareti il defunto e la moglie sono dinanzi a Osiride, adduce alla sala, perpendicolare alla precedente, sulle cui pareti sono rappresentate (14), su tre registri sovrapposti, scene della processione funeraria e di trasporto di suppellettili, comprese statue del defunto, e dei pellegrinaggi ad Abido e a Busiris nonché cerimonie rituali sulla mummia e il figlio in offertorio al padre e alla madre. Sulla parete opposta (15) un uomo in offertorio al defunto (?) e scene di banchetto. Sul fondo (16) due scene del figlio che offre fiori ai genitori e di una figlia che analogamente offre mazzi di fiori ai due.

### Annotazioni
1. ↑  Boyo Ockinga e Susanne Binder: “Ancient History: resourchers for Teachers”, vol. 39/2, 2009, Australian Archaeological Fieldwork Abroad II.
2. ↑  La numerazione dei locali e delle pareti segue quella di Porter e Moss 1927, p. 256.
3. ↑  La prima numerazione delle tombe, dalla numero 1 alla 253, risale al 1913 con l’edizione del "Topographical Catalogue of the Private Tombs of Thebes" di Alan Gardiner e Arthur Weigall. Le tombe erano numerate in ordine di scoperta e non geografico; ugualmente in ordine cronologico di scoperta sono le tombe dalla 253 in poi.
4. ↑  I campi della Duat, ovvero l'aldilà egizio, si trovavano, secondo le credenze, proprio sulla riva occidentale del grande fiume.
5. ↑  Nella sua epoca di utilizzo, l'area era nota come "Quella di fronte al suo Signore" (con riferimento alla riva orientale, dove si trovavano le strutture dei Palazzi di residenza dei re e i templi dei principali dei) o, più semplicemente, "Occidente di Tebe".
6. ↑  le Tombe dei Nobili, benché raggruppate in un'unica area, sono di fatto distribuite su più necropoli distinte.
7. ↑  Le note, sovente di inquadramento topografico della tomba, sono tratte dal "Topographical Catalogue" di Gardiner e Weigall, ed. 1913 e fanno perciò riferimento alla situazione dell'epoca.

### Fonti
1. ↑  Gardiner e Weigall 1913.
2. ↑  Donadoni 1999,  p. 115.
3. ↑  Gardiner e Weigall 1913, p. 28.
4. 1 2  Porter e Moss 1927,  p. 258.
5. ↑  Gardiner e Weigall 1913, pp. 28-29.
6. ↑  Porter e Moss 1927,  pp. 257-258.